# Kasteel Wijlre
Kasteel Wijlre is gelegen aan de rivier de Geul in het gelijknamige dorp Wijlre, dat deel uitmaakt van de Nederlands Limburgse gemeente Gulpen-Wittem. Ten noordwesten van het kasteel ligt buurtschap Stokhem en ten zuidwesten buurtschap Beertsenhoven met de Beertsengrub.
Het Elisabeth Strouven Fonds is eigenaar van landgoed Kasteel Wijlre. Het fonds draagt zorg voor het onderhoud van het landgoed. Stichting buitenplaats Kasteel Wijlre is verantwoordelijk voor de exploitatie, de culturele programmering in het Koetshuis en het Hedge House, en het onderhoud van de tuin. De buitenplaats is op gestelde tijden open voor publiek. Raadpleeg de website kasteelwijlre.nl voor de actuele openingstijden. Het kasteel zelf wordt bewoond en is niet toegankelijk voor publiek.

## Beschrijving van het kasteel
Het huidige kasteel is een herenhuis gelegen op een omgracht terrein. Het hoofdgebouw heeft twee verdiepingen, is opgetrokken uit bakstenen met afwisselend mergelbanden als speklagen en het heeft een schilddak voorzien van een dakruiter. Op de zijgevel aan de straatzijde is een opvallend grote zonnewijzer en aan de achterzijde zijn enkele terrassen uit 1910. Het kasteel heeft een voorplein dat vanaf de straatzijde bereikbaar is via poort voorzien van een oude wapensteen en een stenen boogbrug. Aan het voorplein liggen verder drie van een mansardedak voorziene dienstvleugels uit de 18e eeuw.
Rondom het kasteel ligt een prachtige tuin in landschapsstijl die is ontworpen en aangelegd in 1810 door de bekende Maastrichtse architect en stadsbouwmeester Mathias Soiron (1748-1834).

## Geschiedenis en bewoners
De oudste vermelding van Wijlre dateert uit 1040, toen koning Hendrik III Wijlre schonk aan zijn nicht Ermengardis. Iin 1389 is sprake van een versterkt huis. Wijlre behoorde tot het Heilige Roomse Rijk. In het gemeentewapen van Wijlre is als getuige hiervan de Duitse adelaar terug te vinden. Het hartschild draagt het wapen van de familie Van Wachtendonck, die vanaf de tweede helft van de 17e eeuw tot 1768 op het kasteel resideerden. 
De laatste vrouwe van Wijlre was Christina de Bounam. Zij verkocht het kasteel aan een Duits echtpaar, Von Klein-Fabri genaamd.
In de 20e eeuw waren heerlijkheid en kasteel eigendom van het echtpaar jhr. George Louis van der Maesen de Sombreff (1885-1955), diplomaat en Hubertine Josefine Johanna Albertine Maria Cassalette, vrouwe van Wijlre (1886-1978).
Het kasteel is in 1981 voor bewoning gekocht door de kunstverzamelaars Jo en Marlies Eyck, die in de bijgebouwen en een in 2001 gebouwd paviljoen het museum Hedge House vestigden.

## Trivia
- Het wapen van de familie Van Wachtendonck wordt tegenwoordig nog steeds gebruikt door de uit het begin van de 14e eeuw stammende lokale Brandbrouwerij, gelegen in de kern van het dorp Wijlre.
- Het kasteel met enkele facetten op het terrein zijn ieder een rijksmonument. Zie ook de lijst van rijksmonumenten in Wijlre.

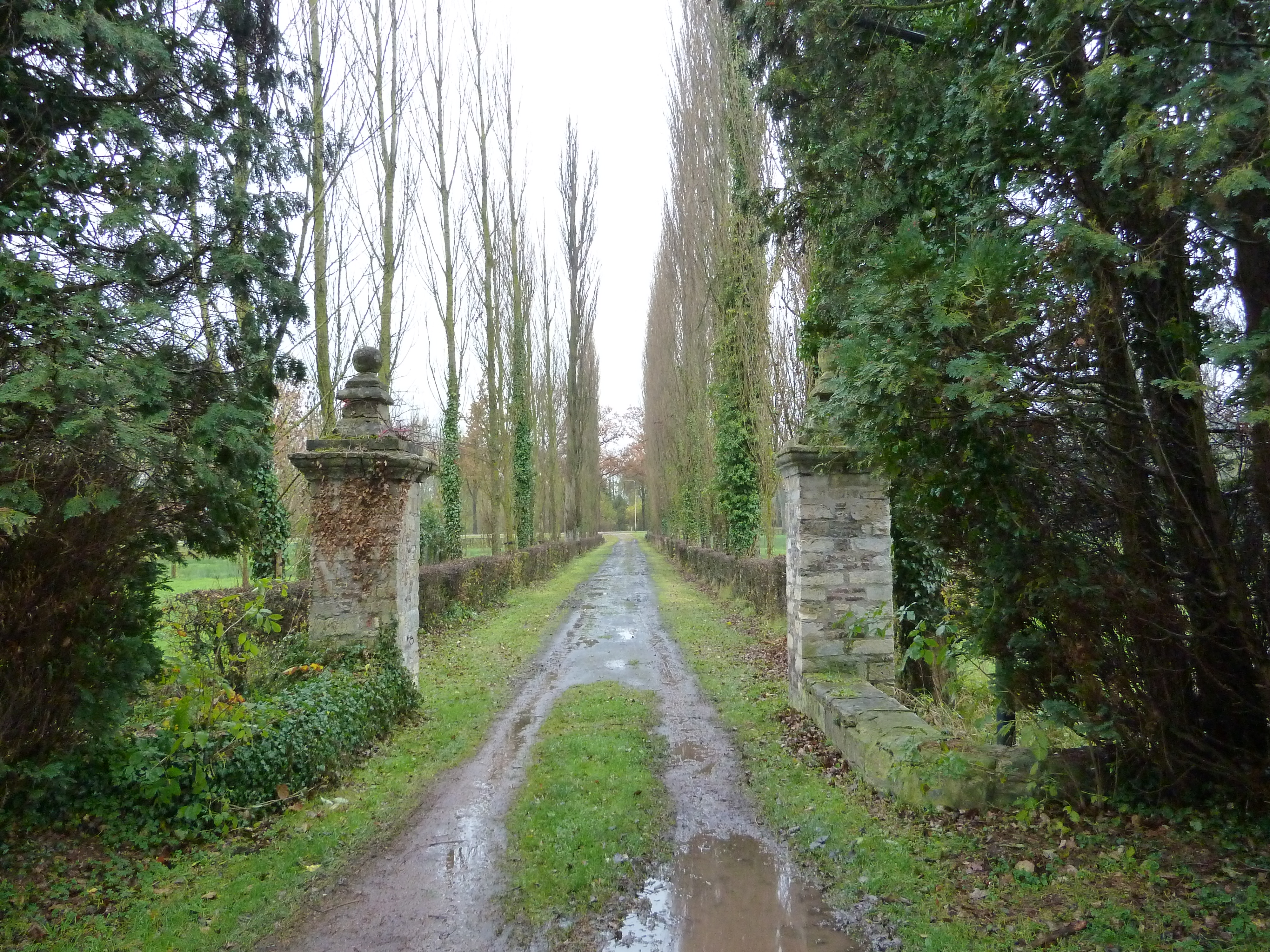
Oprijlaan
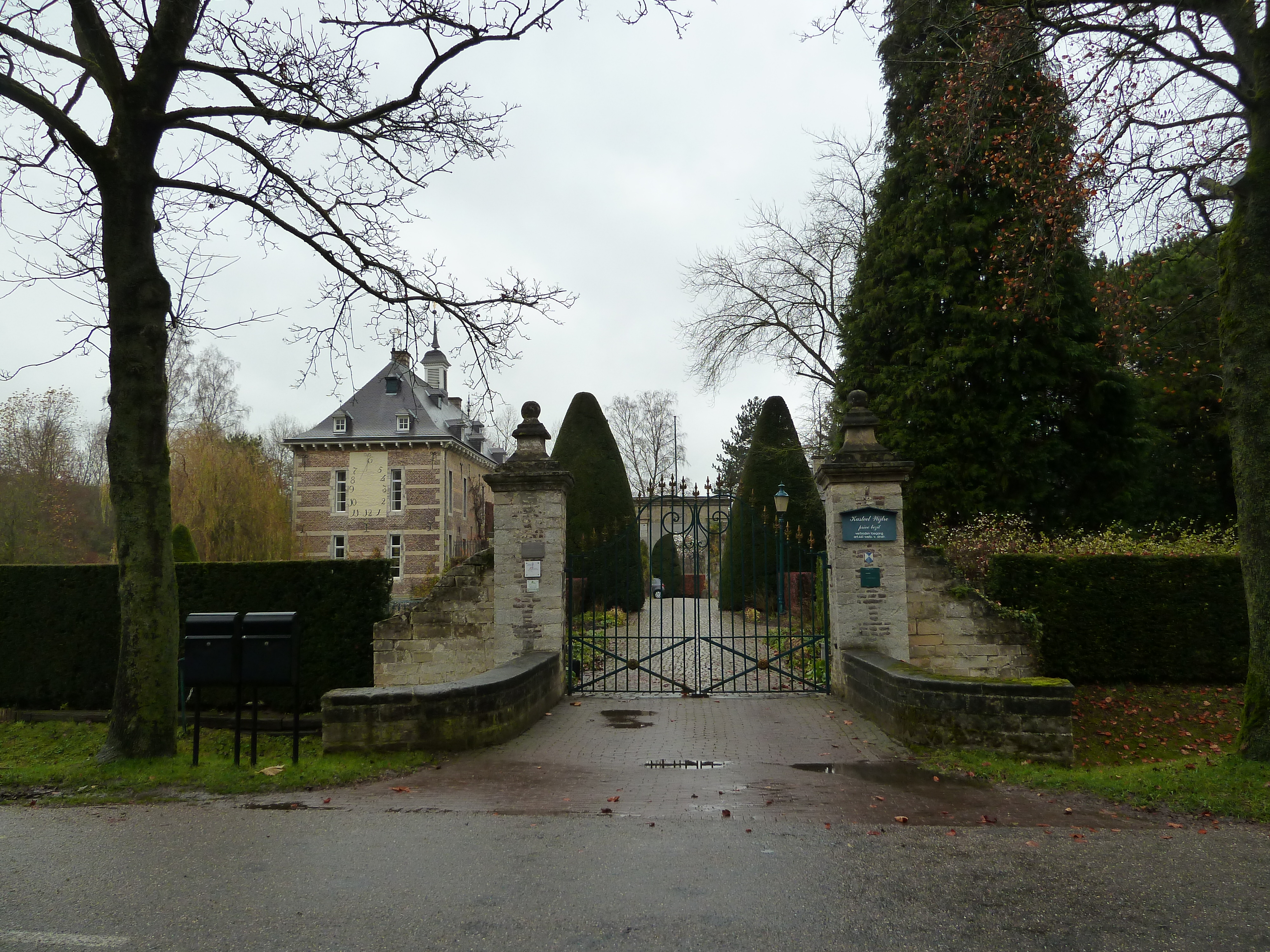
Oprijlaan vervolg
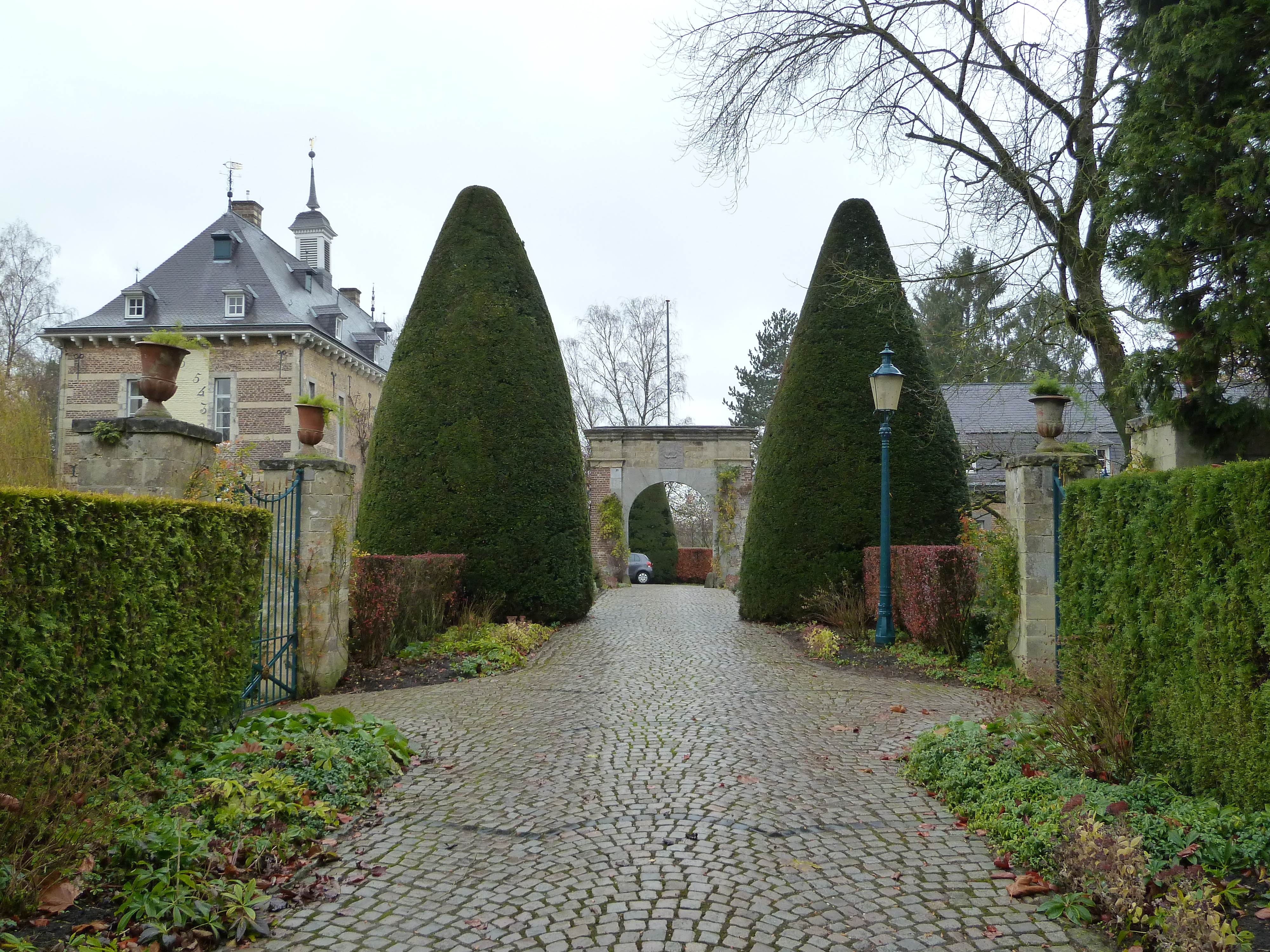
Oprijlaan vervolg
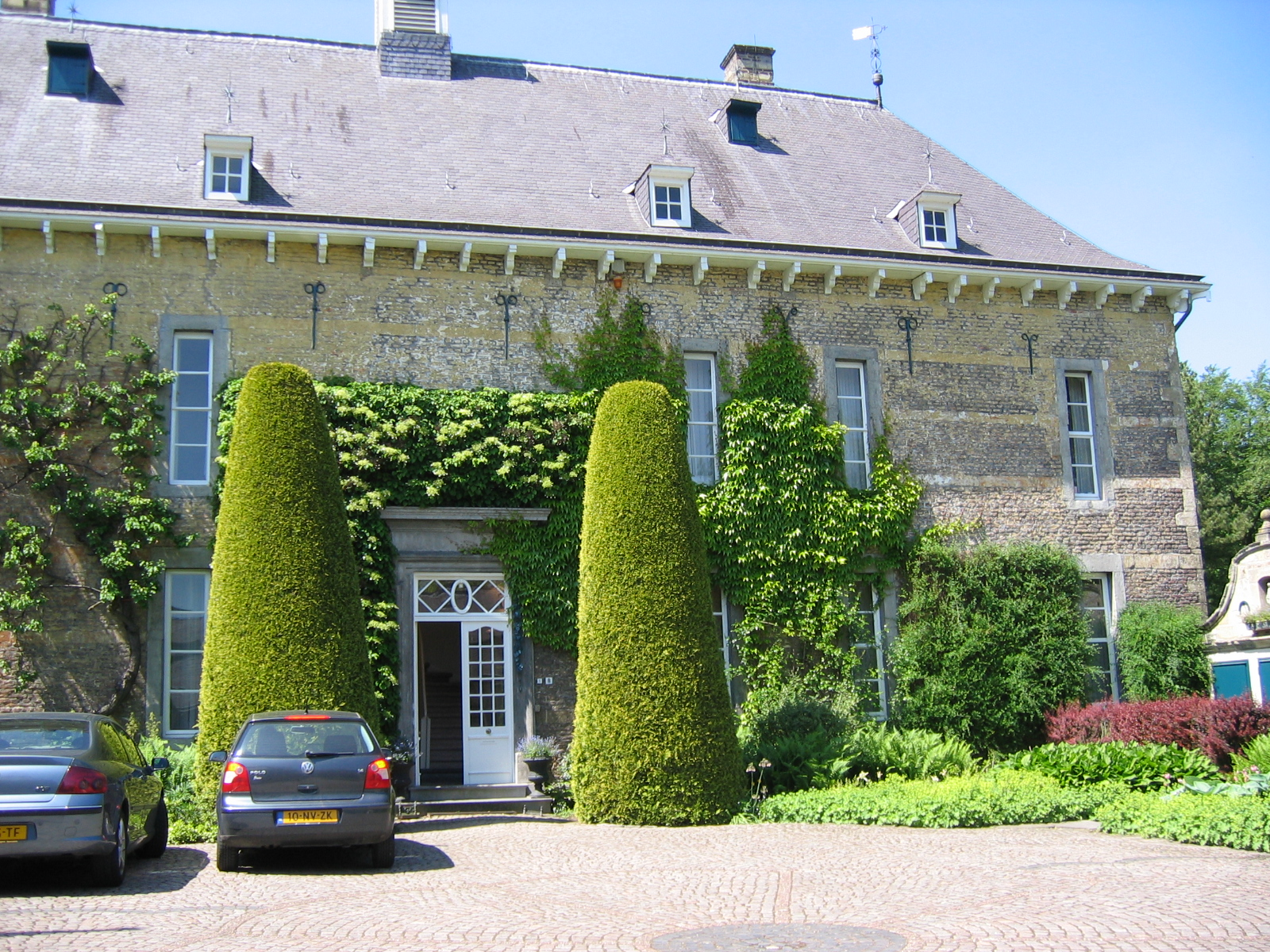
Het hoofdgebouw
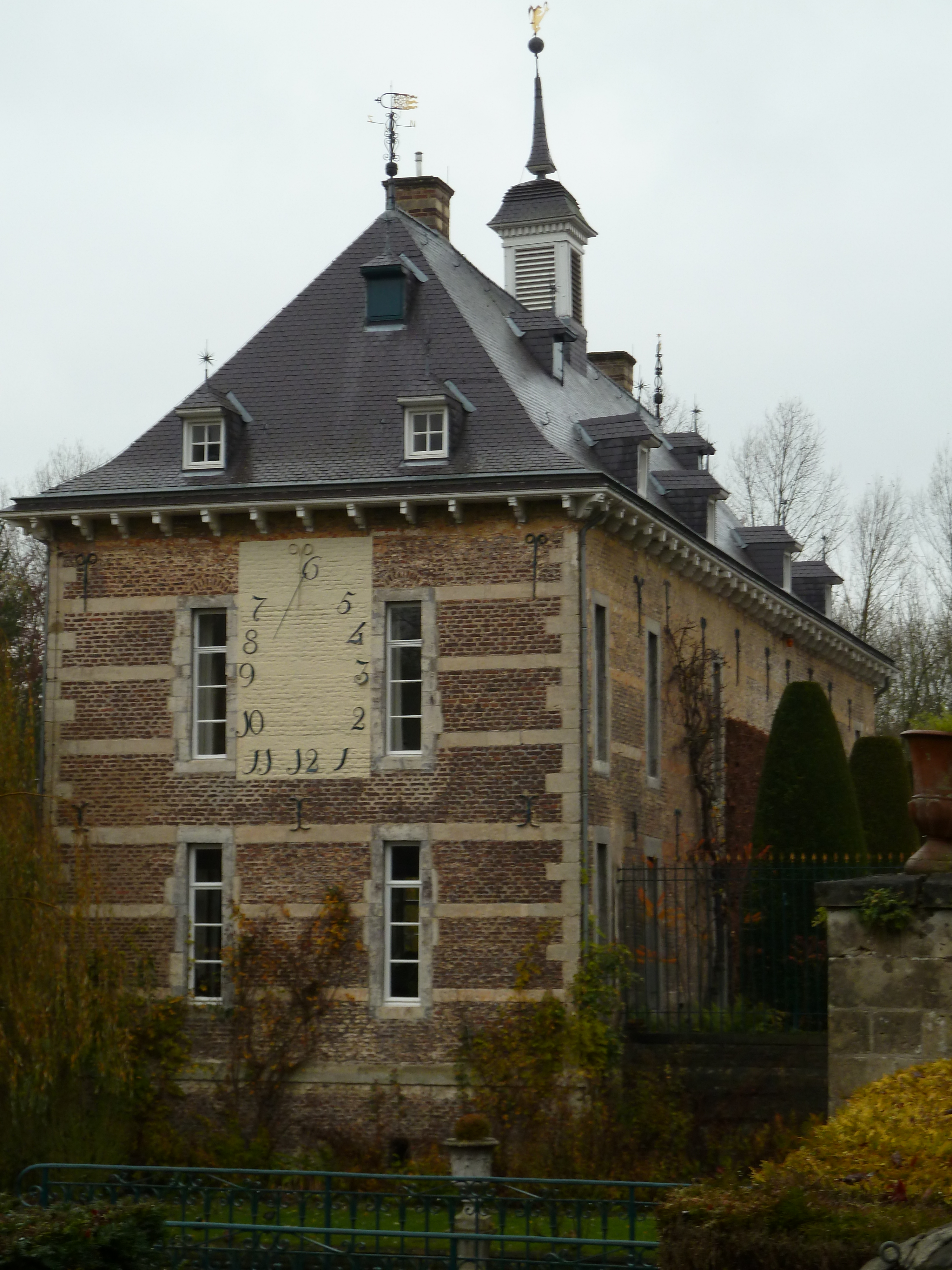
Idem
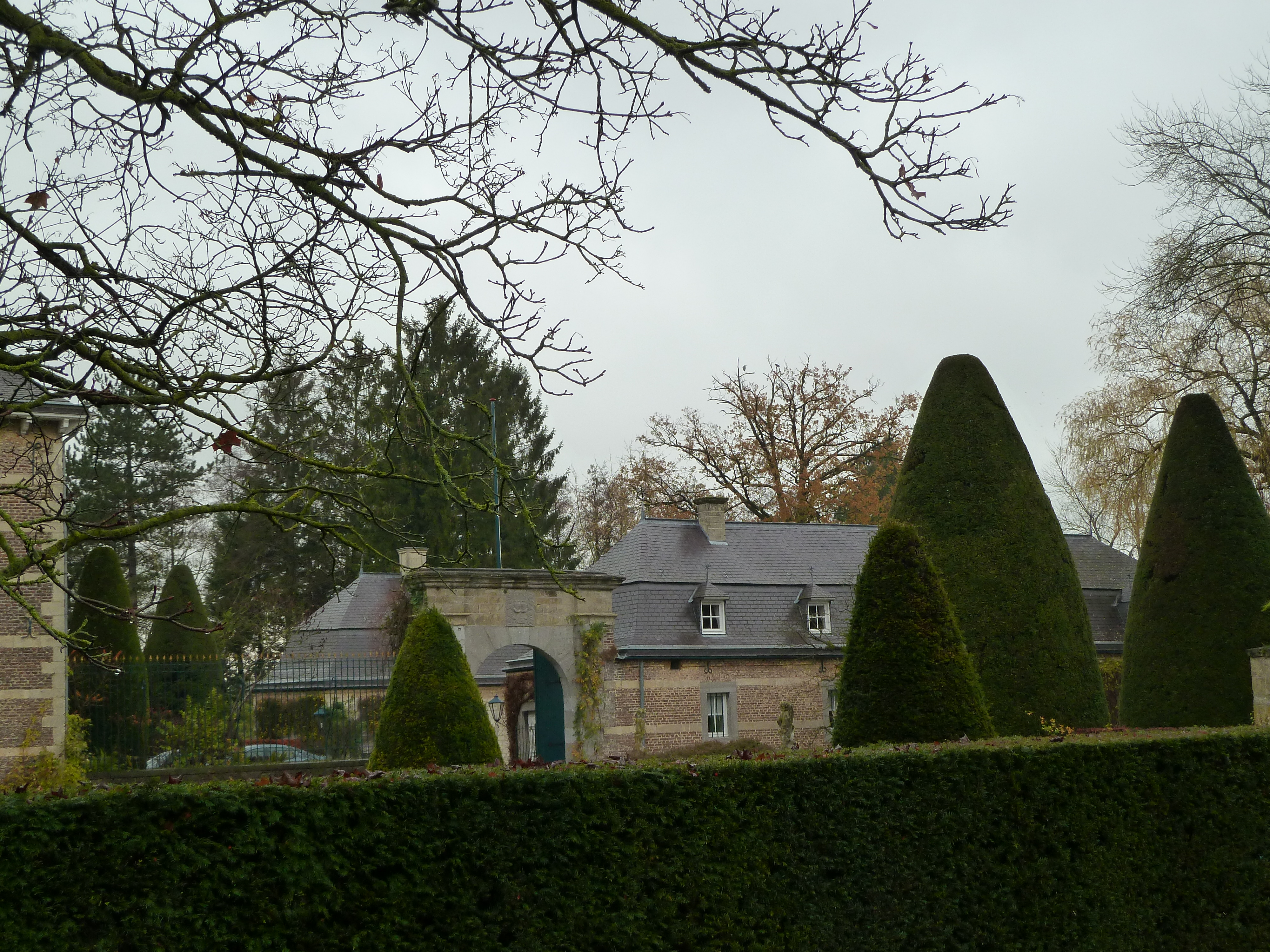
Bijgebouw
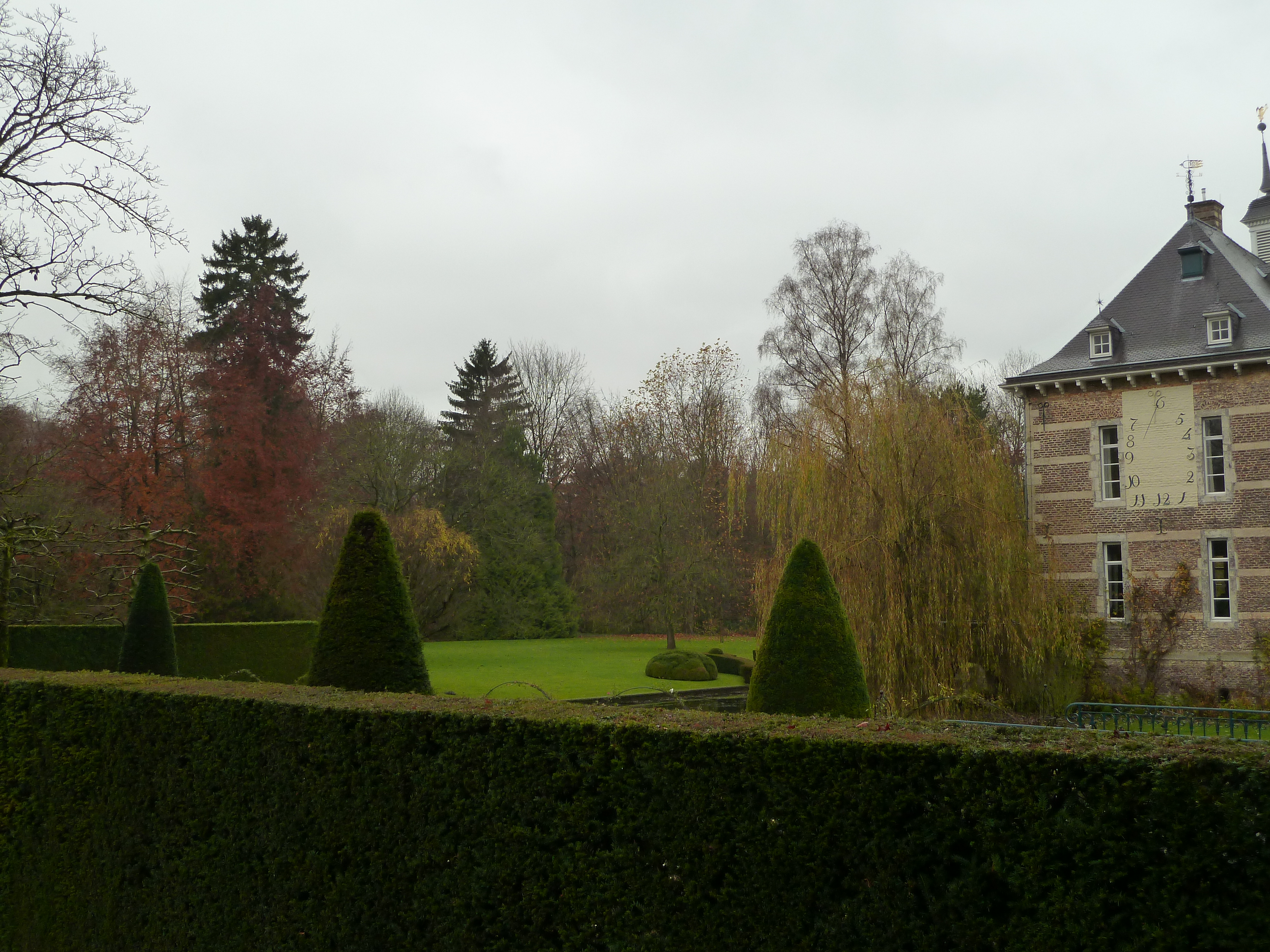
Parkaanleg
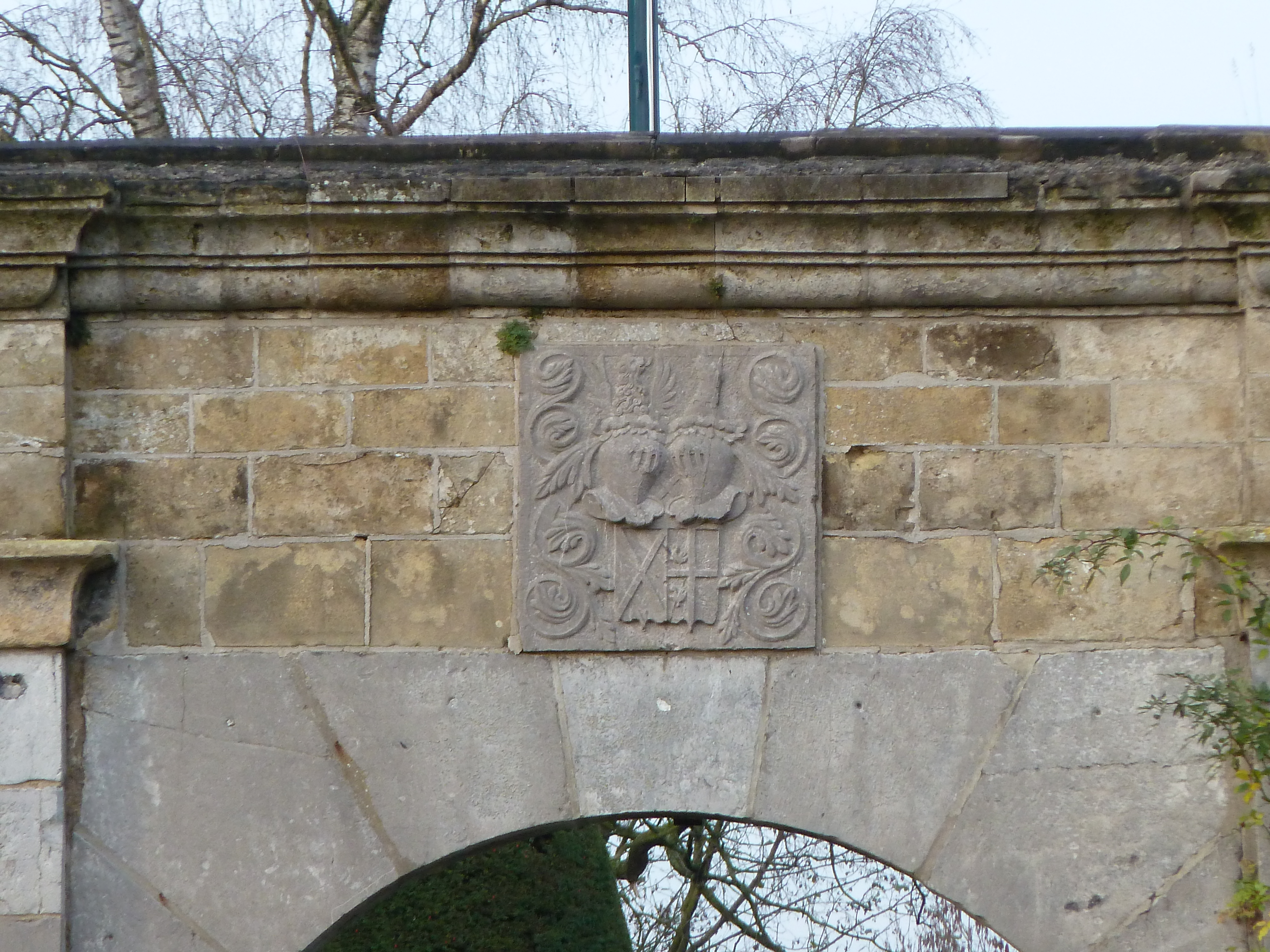
Wapen in de poort
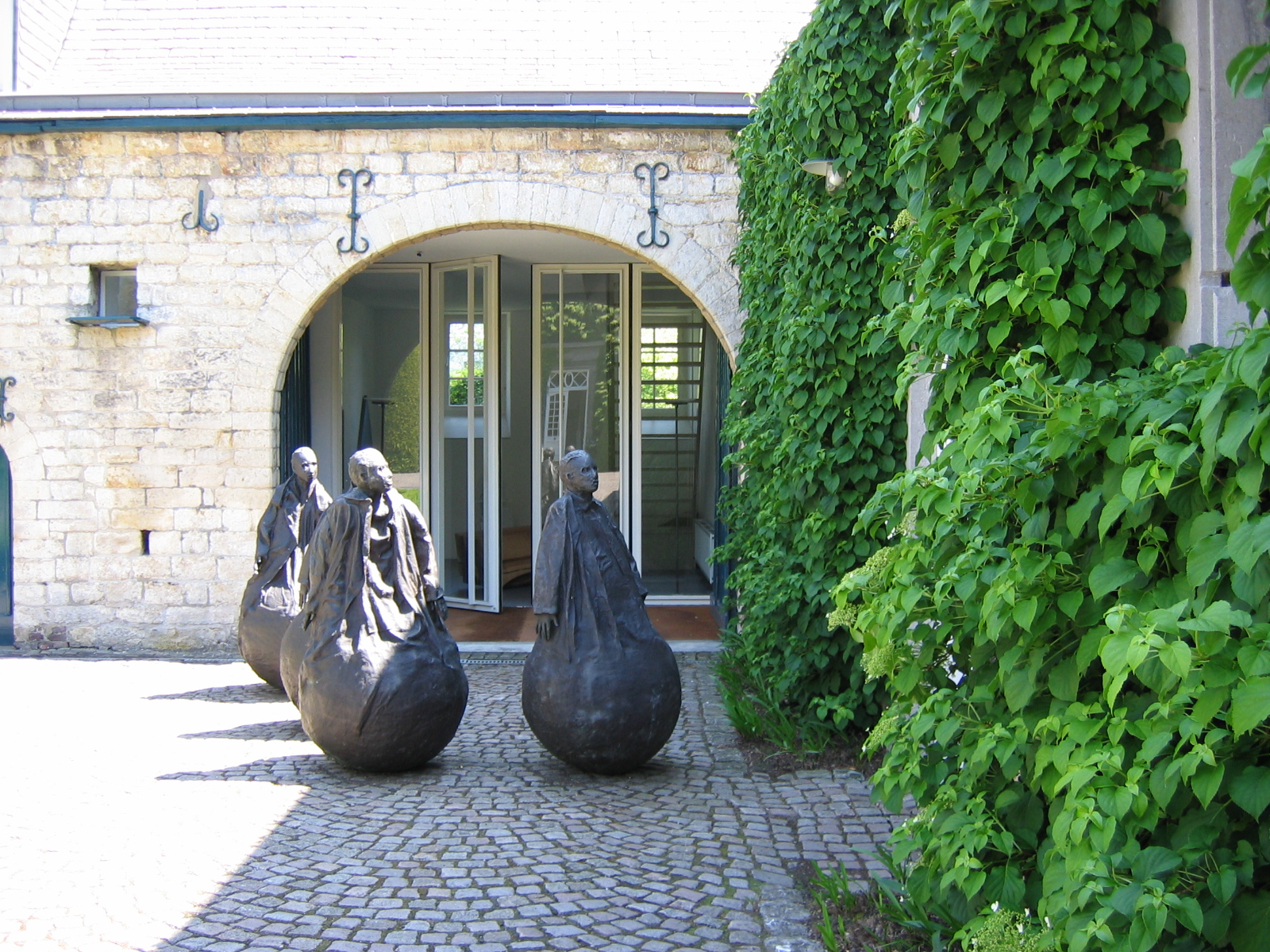